# 26. sydlige breddekreds
Den 26. sydlige breddekreds (eller 26 grader sydlig bredde) er en breddekreds, der ligger 26 grader syd for ækvator. Den løber gennem Atlanterhavet, Afrika, det Indiske Ocean, Australasien, Stillehavet og Sydamerika.